# Aalborg Portland
Aalborg Portland A/S är ett danskt cementföretag. Det grundades 1889 av Frederik Læssøe Smidth, Poul Larsen, Alexander Foss och Hans Holm och driver den idag enda cementfabriken i Danmark, i Rørdal, fyra kilometer nordost om Ålborg.
Aalborg Portland har också haft cementproduktion i bland annat Karlstrup vid Køge (från 1954) och Dania cementfabrik. Dessa fabriker lades ned 1974. Då övertogs också Dansk Andels Cementfabrik i Nørresundby, grundad 1911, som drevs till 1979.
Företaget har också köpt och byggt cementfabriker i Egypten, Turkiet, Malaysia och Kina.